# Lực lượng Vũ trang Litva
Quân đội Litva sử dụng một lực lượng bao gồm 15.000 nhân viên hiện dịch (khoảng 2.400 trong số đó hoạt động trong lĩnh vực dân sự) và được bổ sung bởi một lực lượng trừ bị gồm 100.000 người. Chế độ quân dịch trong quân đội Litva đã bị huỷ bỏ từ tháng 9 năm 2008.